# Amande de mer
Glycymeris glycymeris
Pour l’article ayant un titre homophone, voir amende.
Pour les articles homonymes, voir amande (homonymie) et mer (homonymie).
Espèce
L'amande de mer ou amande marbrée (Glycymeris glycymeris, ou Axinaea glycymeris, ou Pectunculus glycymeris) est une espèce de mollusque bivalve marin comestible à coquille ronde et épaisse, baptisée ainsi en raison de sa forme d'amande et de son habitat. C'est un fruit de mer répandu dans le commerce, variante des palourdes.

## Distribution géographique et habitat
On trouve l'amande de mer dans l'Atlantique du Nord-Est, de la Norvège au Maroc, ainsi que dans la Méditerranée et la mer du Nord. L’espèce est également présente dans les eaux autour de Madère et des îles Canaries, on la pêche également dans la mer Baltique occidentale. La pêche est fermée en France de mai à août (période de reproduction), les coquilles sont réputées plus savoureuses à partir du mois d'octobre.
L'amande de mer vit à plat enterrée dans le sable grossier, mélange de gravier et de coquilles, parfois dans des sols sablonneux à boueux à des profondeurs allant jusqu'à 100 mètres, rarement plus profonds. Le maximum de propagation se situe entre 20 m et 50 m ; dans cette plage de profondeur, elles sont souvent présentes en grand nombre.
Elle se nourrit de phytoplancton qu'elle filtre de l'eau avec ses branchies. 
L'amande a en moyenne 25 ans. Cependant, certains spécimens peuvent avoir plus de 100 ans.

## Taxonomie
L'espèce a été décrite pour la première fois scientifiquement en 1758 sous le nom d'Arca glycymeris par Carl von Linné. C'est l'espèce typique du genre Glycymeris da Costa, 1778. La grande variabilité de la coloration et aussi de la forme de la coquille a conduit à toute une série de synonymes : Arca minima Turton, 1819, Glycymeris orbicularis da Costa, 1778, Glycymeris wagenwoorti Lacourt, 1977, Pectunculus dautzenbergi de Gregorio, 1892.

## Description
La taille minimale de capture des amandes de mer en France est de 4 cm, mais la coquille peut atteindre 6,5 cm de longueur. Elle est épaisse et presque circulaire. La ligne de charnière antérieure se courbe plus fortement vers le bas que la ligne postérieure. La couleur de la coquille varie, entre brun, jaune et rouge violacé clair. Elle peut être uniformément colorée ou présenter des marbrures concentriques irrégulières sur fond crème.
Le périostracum est brun foncé et forme une large bande autour du bord de la coquille ; il est de texture veloutée. L'intérieur de la coquille est normalement brun à l'intérieur de la ligne palléale. La surface interne de la coquille a de 6 à 12 dents de chaque côté du bec.
Les deux sphincters sont à peu près de la même taille, à peu près carré avec des coins arrondis. Le bord du manteau est serti de nombreux « yeux à facettes » qui permettent à la coquille de percevoir la lumière et les mouvements.
Valve droite et gauche du même spécimen:

Valve droite
Valve gauche

## Gastronomie et consommation
L’aspect doit être mouillé, les coquilles des amandes doivent être fermées ou entrouvertes mais doivent se fermer immédiatement si on les touche. Les amandes de mer peuvent se conserver maximum 48 h au réfrigérateur, entre 2 °C et 4 °C sous un linge mouillé. Il est conseillé de les faire dégorger au moins une heure dans l'eau de mer ou salée à 35 g par litre. L'ensemble de la chair est comestible et savoureux.
Parfois appelée l'« huître du pauvre », l'amande est un coquillage comestible savoureux, moins onéreux que les palourdes ou les praires, qui a la réputation de devenir dure après une surcuisson. Il est plus aisé de les ouvrir crues à l'aide d'un couteau à lame fine et souple que la plupart des autres coquillages comestibles similaires. 
On les consomme par exemple crues avec du citron, cuites au court-bouillon, à la marinière, ou farcies et gratinées au four avec un beurre à farcir du type beurre d'escargot.

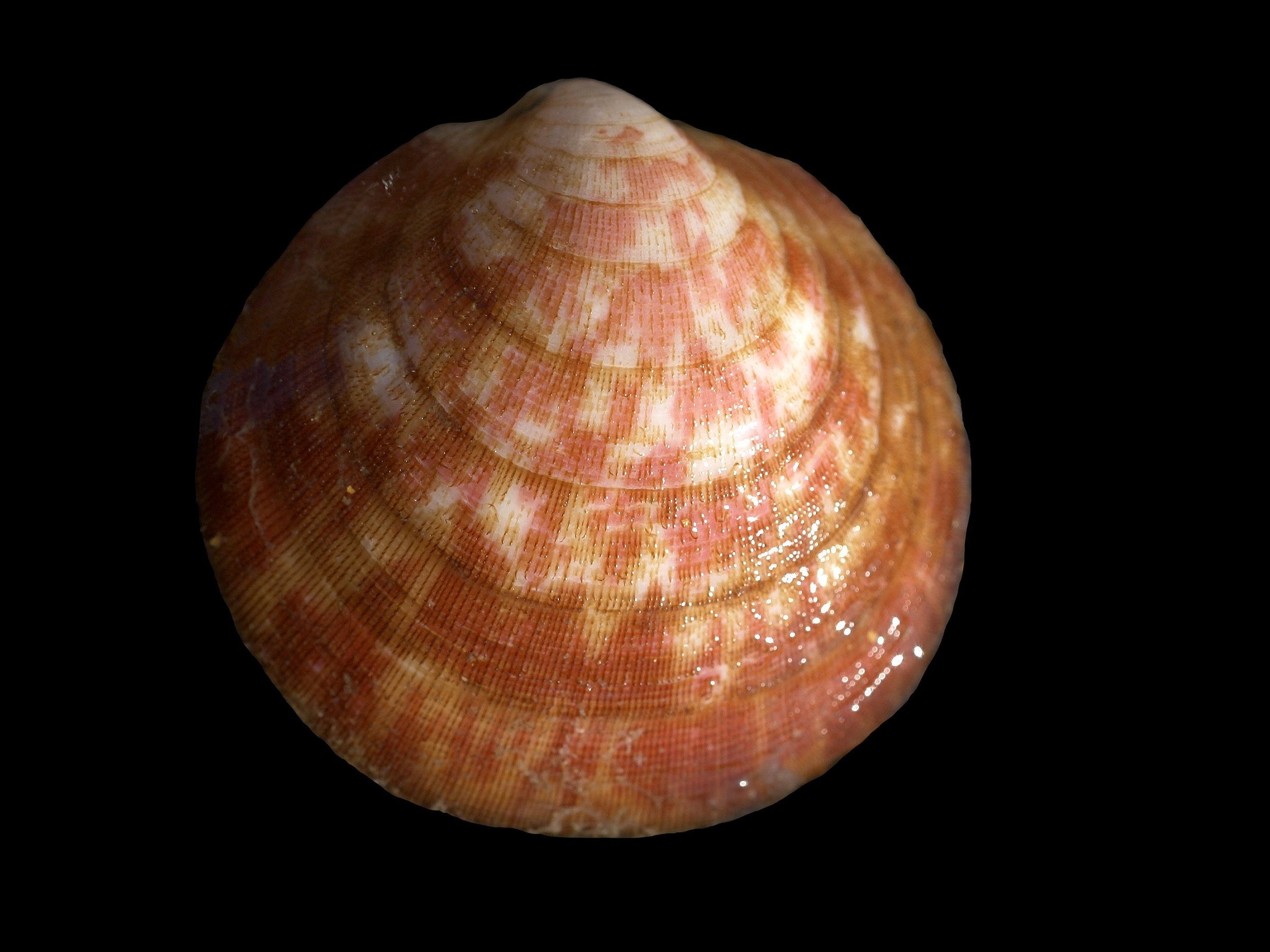
Glycymeris glycymeris.
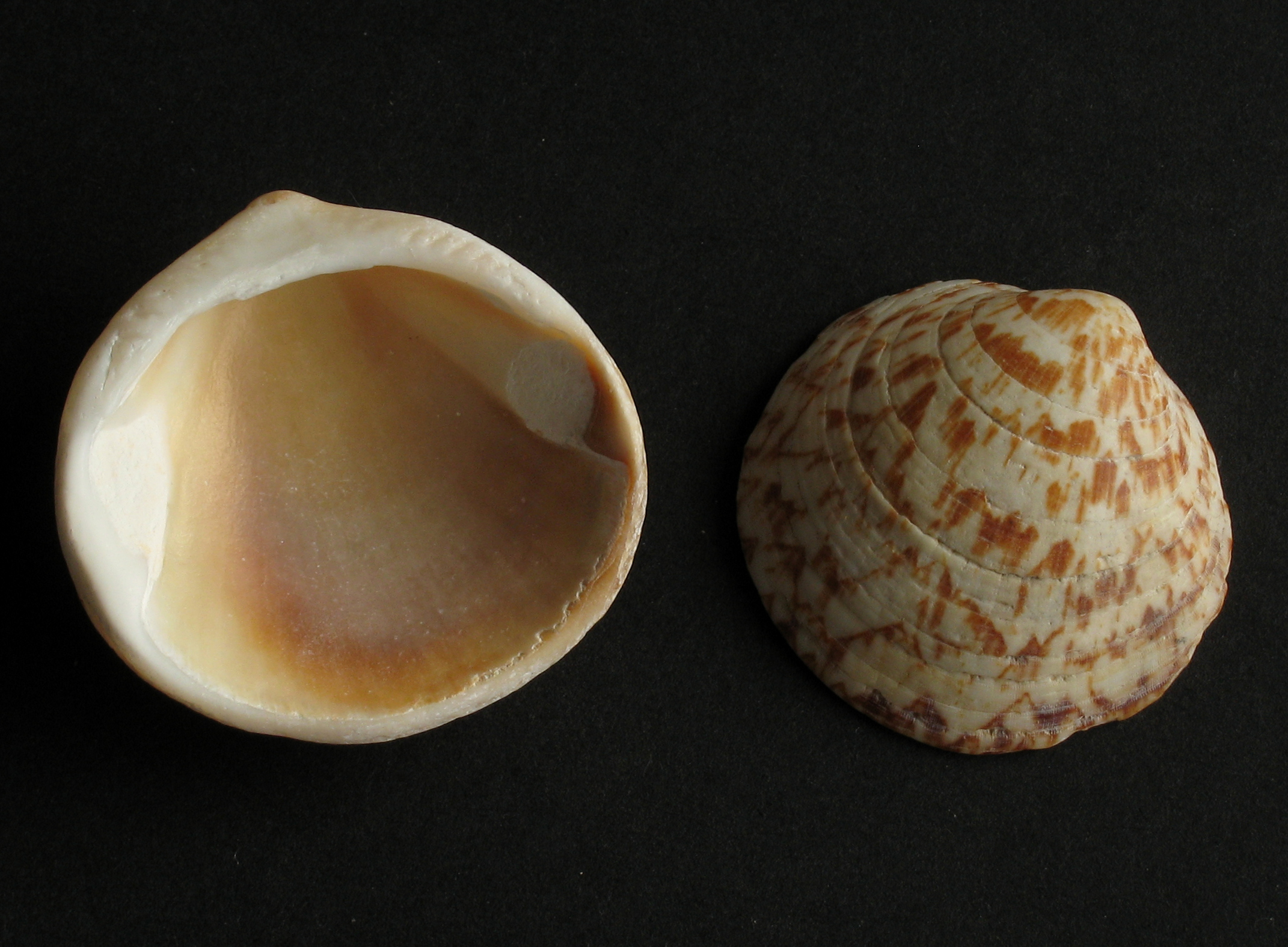
Glycymeris glycymeris.
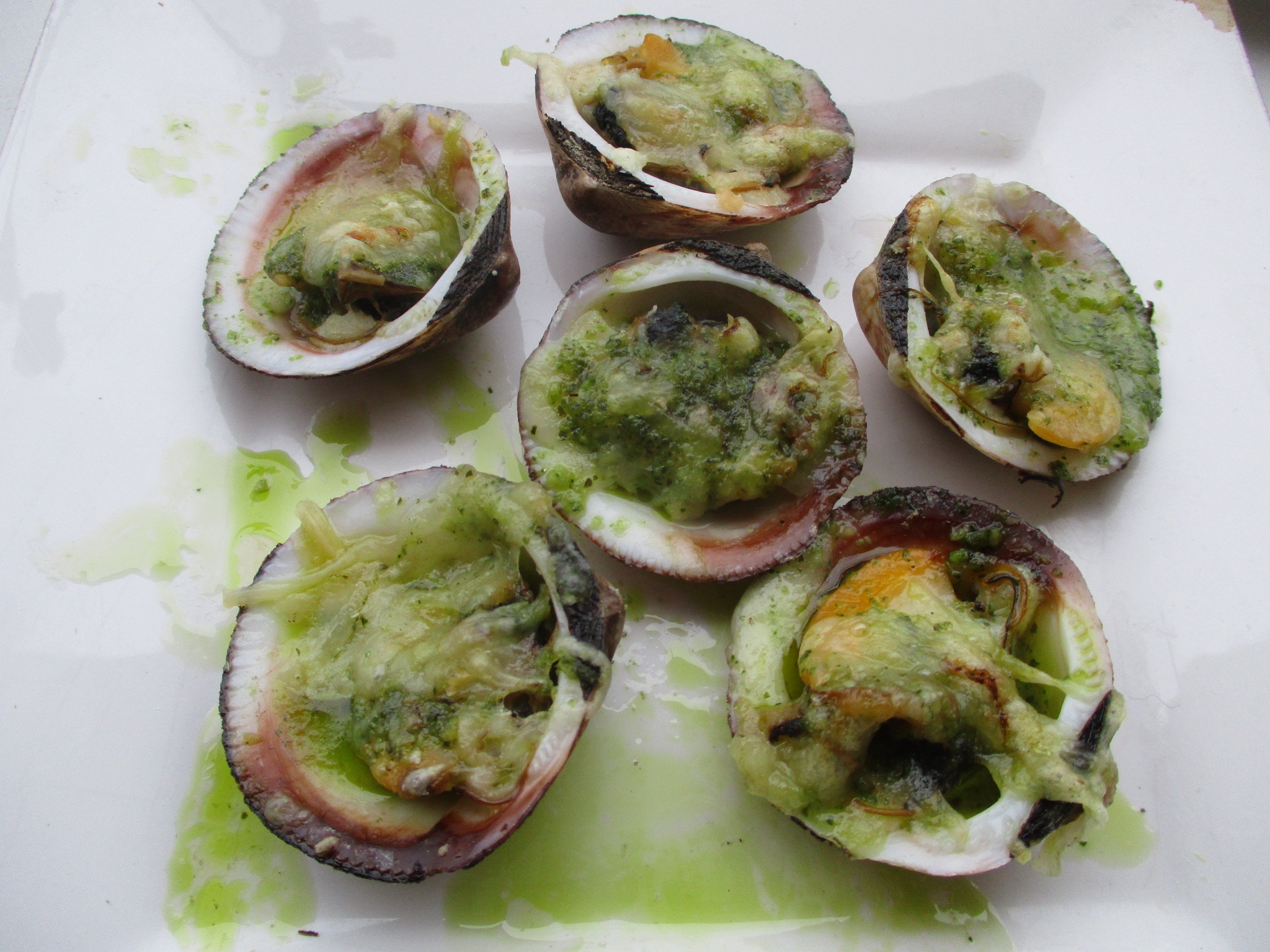
Gratinées au beurre d’escargot.
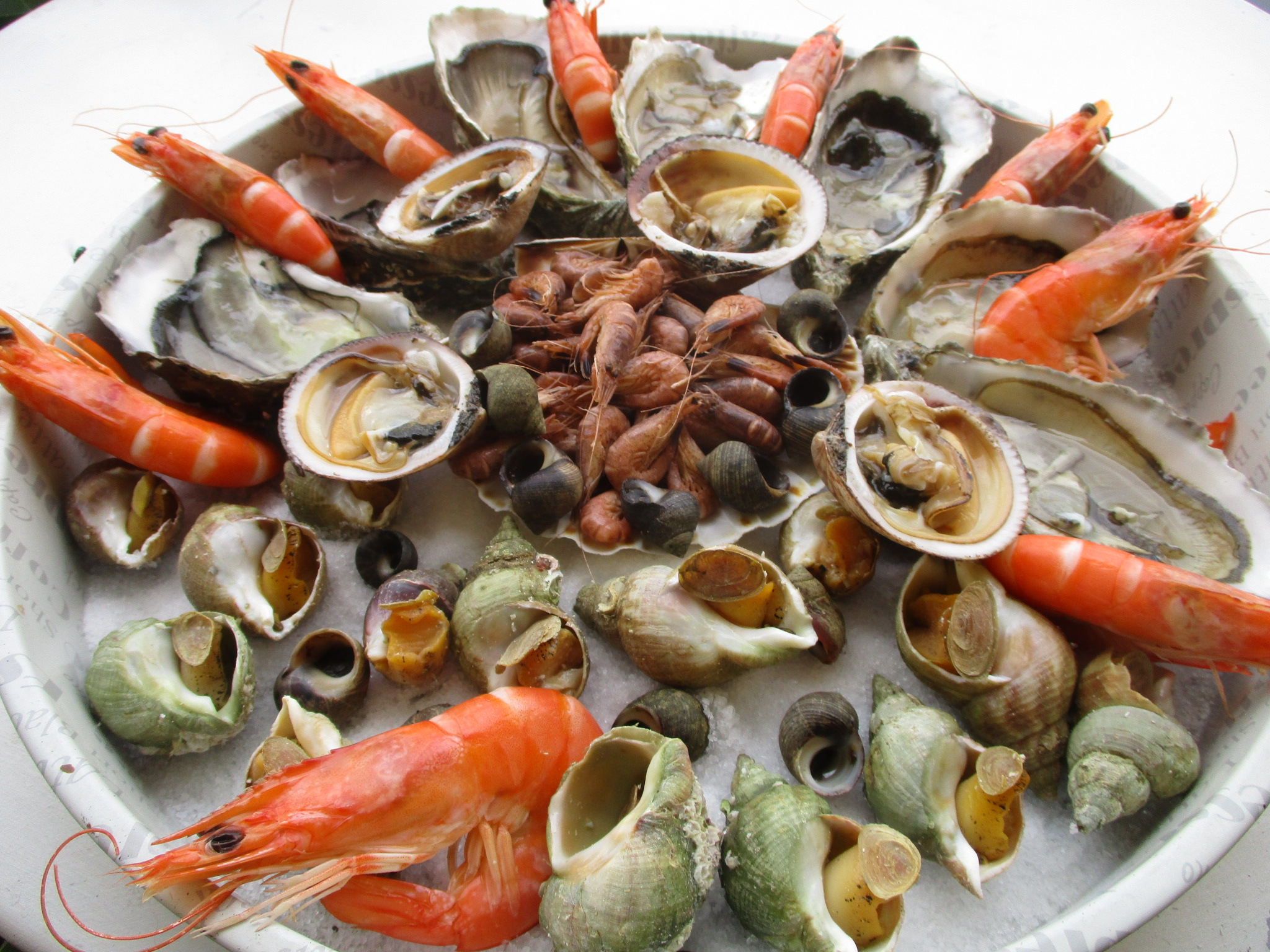
En plateau de fruits de mer.